# Коронация Густава III
Коронация Густава III — процесс, символизирующий вступление на шведский королевский трон Густава III.
Состоялась 29 мая 1772 года в стокгольмской церкви Святого Николая. Густав III был коронован архиепископом Магнусом Берониусом с участием старейшины риксрода графа Адама Хорна. Корона Густава III была сделана более ста лет назад для Марии Элеоноры Бранденбургской, она имеет 499 бриллиантов и 12 рубинов.

## История
Густав III лично подробно спланировал процесс коронации. По традиции его коронационный костюм был выполнен из шведской серебряной ткани по образцу коронационного костюма Карла XI. Коронация происходила вместе с его супругой — Софией Магдаленой. Костюм Густава III и платье королевы 
выставлены в настоящее время в музее Ливрусткаммарен в Стокгольме. Коронация стала грандиозным событием, которое стоило шведской казне 600 000 серебряных далеров. После коронации коронационный поезд двигался по улицам Стокгольма, которые были празднично украшены.
В этом событии принимал участие Иван Остерман — посол России в Швеции.

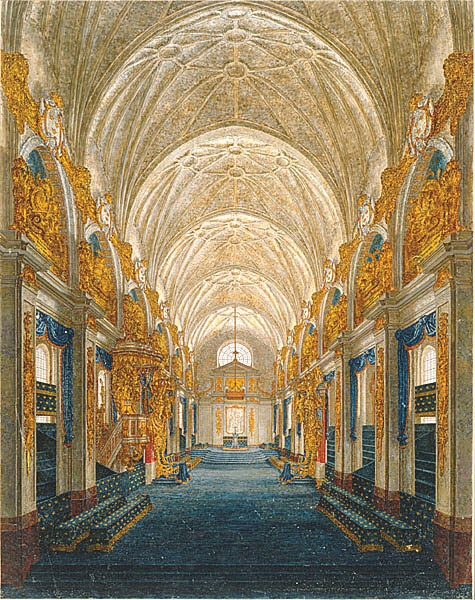
Оформление церкви на картине художника Фредсберг, Олоф

Ответственным за художественное оформление церкви Святого Николая был управляющий (Överintendentsämbetet) архитектор Карл Фредрик Аделькранц. Рыцари и дворянство сидели на скамьях в северной части церкви. Скамейки на юге были зарезервированы для трех других сословий: духовенства, бюргеров и простых людей (крестьянство). Возле алтаря были размещены большие надписи:
- к северу от алтаря
  - HÄR SEN I, HVEM HEREN UTVALT HAFVER; TY HANS LIKE ÄR ICKE IBLAND ALT FOLKET.
  - LOFVAD VARE HERREN TIN GUD! SOM HAFVER SATT TIG TIL KONUNG, AT TU RÄTT OCH REDELIGHET GÖRA SKAL.
  - NÄR KONUNGENS ANSIGTE ÄR LIUFLIGIT, THET ÄR LIFVET, OCH HANS YNNEST ÄR SÅSOM ET AFTONREGN.
  - EN KONUNG, SOM THE FATTIGA TROLIGA DÖMER, HANS SÄTE BLIFVER EVIGLIGA BESTÅNDANDE.
  - HVAR OCH EN VARE ÖFVERHETEN, SOM VÄLDET HAFVER UNDERDÅNIG, TY INGEN ÖVERHET ÄR UTAN AF GUDI.
  - HAFVOM BÖNER OCH ÅKALLAN FÖR KONUNGEN, PÅ THET VI MÅGE LEFVA UTI ET ROLIGIT OCH STILLA LEFVERNE.
- к югу от алтаря
  - HERRE, TU ÖFVERSKYDDAR KONUNGEN MED GOD VÄLSIGNELSE: TU SÄTTER EN GYLDENE KRONA PÅ HANS HUFVUD.
  - FROMHET OCH SANNFÄRDIGHET BEVARA KONUNGEN: OCH HANS SÄTE BESTÅR GENOM FROMHET.
  - RÄTT RÅD BEHAGAR KONUNGEN, OCH THEN SOM RÄTT RÅDER, HAN VARDER ÄLSKAD.
  - ÖFVERHETEN ÄR GUDS TIENARE TIG TIL GODO, MEN GIÖR TU THET ONDT ÄR, SÅ MÅ TU RÄDAS, TY HAN BÄR ICKE SVÄRDET FÖRGÄFVES.
  - HERRE, KONUNGEN FRÖGDAR SIG I TINE KRAFT; OCH HURU GANSKA GLAD ÄR HAN AF TINE HIELP.
  - BEDIER FÖR HONOM TIL HERRAN: TY TÅ HONOM VÄL GÅR, SÅ GÅR EDER OCH VÄL.

## Память

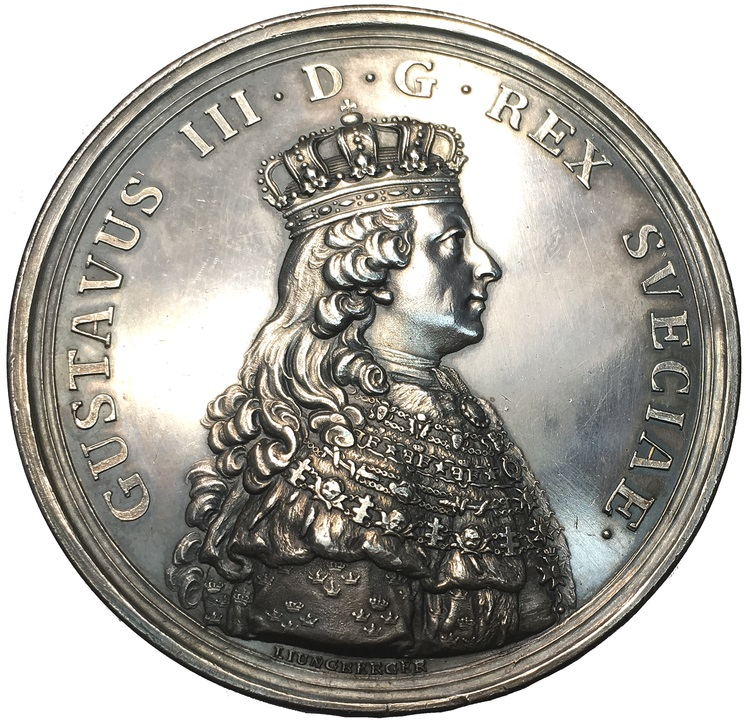
Юбилейная монета

- По случаю этого события была отчеканена специальная монета.
- Также для увековечения коронации Густавом III был учреждён орден Вазы.

### Картина

Работа Карла Пило «Коронация Густава III в церкви Святого Николая»
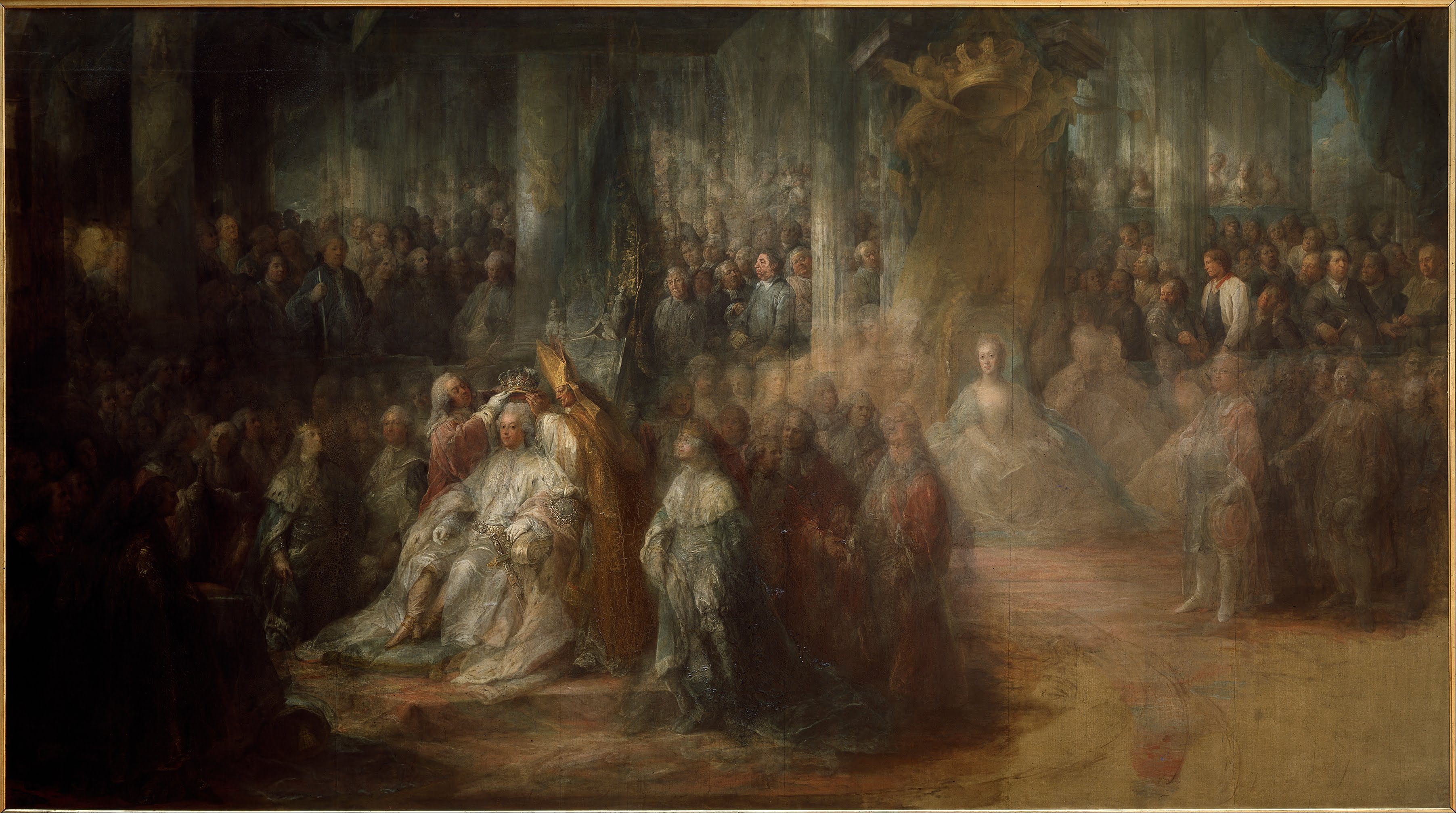
Картина
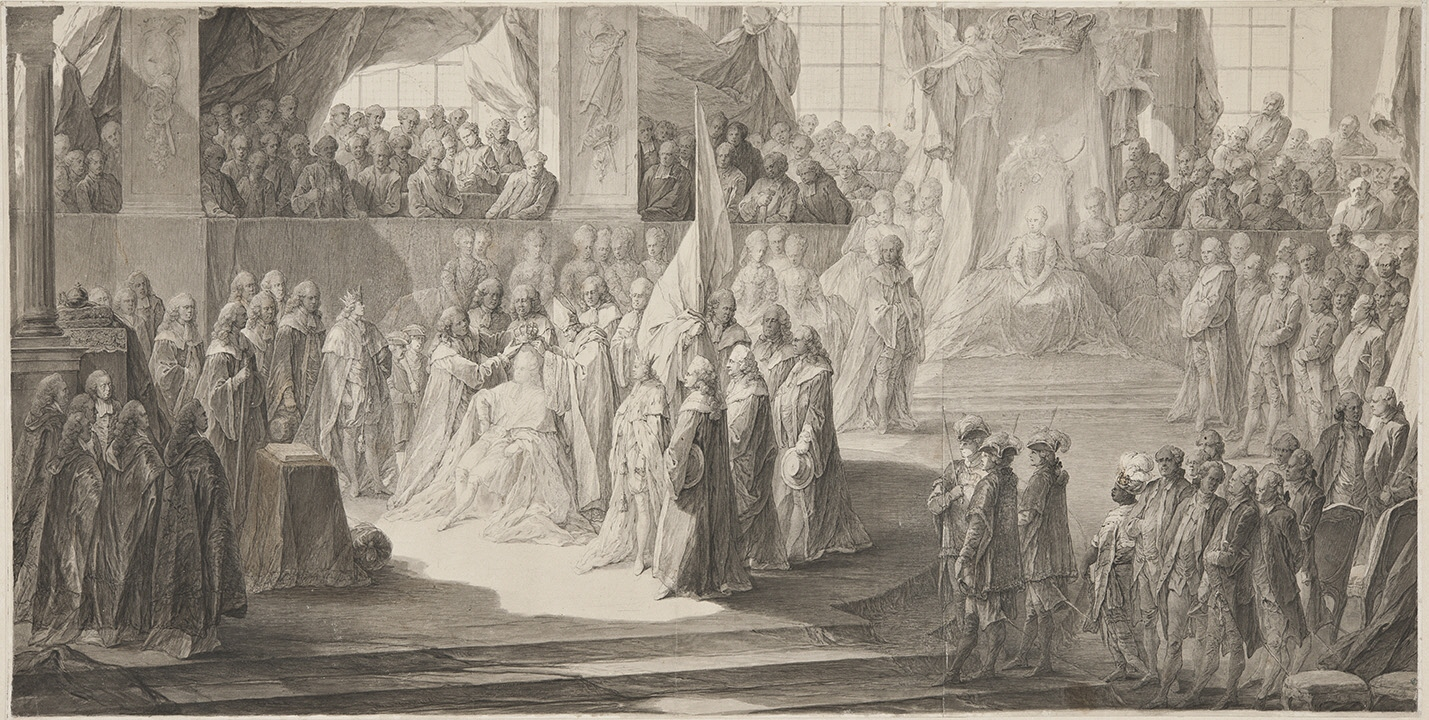
Эскиз